# Josef Röhrig
Josef Röhrig (Zündorf, 1925. február 28. – Köln, 2014. február 12.) nyugatnémet válogatott német labdarúgó, fedezet.

## Pályafutása

### Klubcsapatban
1941 és 1943 között a VfL Köln 1899 labdarúgója volt. 1950 és 1960 között az 1. FC Köln csapatában szerepelt. Tagja volt az 1954-es nyugatnémet kupa-döntős és az 1959–60-as idényben bajnoki ezüstérmet szerzett csapatnak.

### A válogatottban
1950 és 1956 között 12 alkalommal szerepelt a nyugatnémet válogatottban és két gólt szerzett.

## Sikerei, díjai
1. FC Köln
- Nyugatnémet bajnokság
  - 2.: 1959–60
- Nyugatnémet kupa (DFB-Pokal)
  - döntős: 1954